# Lista över fornlämningar i Kristianstads kommun (Österslöv)
Lista över fornlämningar i Kristianstads kommun (Österslöv) är en förteckning av ett urval av de fornlämningar som finns i Österslöv i Kristianstads kommun.
| Namn                            | Lämningstyp                 | Tillkomsttid | Historisk indelning | Plats | Läge                 | ID-nr          | Bild                                 |
| ------------------------------- | --------------------------- | ------------ | ------------------- | ----- | -------------------- | -------------- | ------------------------------------ |
| Österslöv 5:1                   | Stenkammargrav              |              | Österslöv, Skåne    |       | 56.131107, 14.285497 | 10116000050001 | Ladda upp en bild av detta fornminne |
| Österslöv 5:3                   | Stensättning                |              | Österslöv, Skåne    |       | 56.130915, 14.285654 | 10116000050003 | Ladda upp en bild av detta fornminne |
| Österslöv 5:4                   | Grav markerad av sten/block |              | Österslöv, Skåne    |       | 56.130708, 14.285906 | 10116000050004 | Ladda upp en bild av detta fornminne |
| Österslöv 5:5                   | Grav markerad av sten/block |              | Österslöv, Skåne    |       | 56.130684, 14.285695 | 10116000050005 | Ladda upp en bild av detta fornminne |
| Österslöv 6:1                   | Röse                        |              | Österslöv, Skåne    |       | 56.131818, 14.284564 | 10116000060001 | Ladda upp en bild av detta fornminne |
| Österslöv 7:1                   | Stenkammargrav              |              | Österslöv, Skåne    |       | 56.127572, 14.289401 | 10116000070001 | Ladda upp en bild av detta fornminne |
| Husön (Österslöv 9:1)           | Borg                        |              | Österslöv, Skåne    |       | 56.135866, 14.273089 | 10116000090001 | Ladda upp en bild av detta fornminne |
| Österslöv 10:1                  | Hög                         |              | Österslöv, Skåne    |       | 56.128582, 14.263872 | 10116000100001 | Ladda upp en bild av detta fornminne |
| Österslöv 12:1                  | Hällristning                |              | Österslöv, Skåne    |       | 56.129466, 14.261389 | 10116000120001 | Ladda upp en bild av detta fornminne |
| Österslöv 13:1                  | Stenkammargrav              |              | Österslöv, Skåne    |       | 56.080240, 14.227519 | 10116000130001 | Ladda upp en bild av detta fornminne |
| Österslöv 14:1                  | Hög                         |              | Österslöv, Skåne    |       | 56.089689, 14.235720 | 10116000140001 | Ladda upp en bild av detta fornminne |
| Österslöv 15:1                  | Hög                         |              | Österslöv, Skåne    |       | 56.073060, 14.252426 | 10116000150001 | Ladda upp en bild av detta fornminne |
| Österslöv 16:1                  | Hög                         |              | Österslöv, Skåne    |       | 56.070861, 14.255983 | 10116000160001 | Ladda upp en bild av detta fornminne |
| Österslöv 18:1                  | Stenkammargrav              |              | Österslöv, Skåne    |       | 56.083936, 14.252625 | 10116000180001 | Ladda upp en bild av detta fornminne |
| Österslöv 18:2                  | Hällristning                |              | Österslöv, Skåne    |       | 56.083937, 14.252625 | 10116000180002 | Ladda upp en bild av detta fornminne |
| Österslöv 19:1                  | Begravningsplats            |              | Österslöv, Skåne    |       | 56.084006, 14.250326 | 10116000190001 | Ladda upp en bild av detta fornminne |
| Österslöv 21:1                  | Hög                         |              | Österslöv, Skåne    |       | 56.081568, 14.226780 | 10116000210001 | Ladda upp en bild av detta fornminne |
| Österslöv 23:1                  | Hög                         |              | Österslöv, Skåne    |       | 56.080484, 14.230003 | 10116000230001 | Ladda upp en bild av detta fornminne |
| Österslöv 23:2                  | Hög                         |              | Österslöv, Skåne    |       | 56.080901, 14.230219 | 10116000230002 | Ladda upp en bild av detta fornminne |
| Österslöv 24:1                  | Stenkammargrav              |              | Österslöv, Skåne    |       | 56.071187, 14.264377 | 10116000240001 | Ladda upp en bild av detta fornminne |
| Österslöv 25:2                  | Grav- och boplatsområde     |              | Österslöv, Skåne    |       | 56.101628, 14.250700 | 10116000250002 | Ladda upp en bild av detta fornminne |
| Österslöv 30:1                  | Gravfält                    |              | Österslöv, Skåne    |       | 56.112638, 14.278952 | 10116000300001 | Ladda upp en bild av detta fornminne |
| Österslöv 32:1                  | Hällristning                |              | Österslöv, Skåne    |       | 56.112193, 14.282167 | 10116000320001 | Ladda upp en bild av detta fornminne |
| Österslöv 33:1                  | Hällristning                |              | Österslöv, Skåne    |       | 56.111375, 14.283248 | 10116000330001 | Ladda upp en bild av detta fornminne |
| Österslöv 34:1                  | Hällristning                |              | Österslöv, Skåne    |       | 56.109603, 14.282932 | 10116000340001 | Ladda upp en bild av detta fornminne |
| Österslöv 34:2                  | Hällristning                |              | Österslöv, Skåne    |       | 56.109579, 14.283143 | 10116000340002 | Ladda upp en bild av detta fornminne |
| Österslöv 35:1                  | Hällristning                |              | Österslöv, Skåne    |       | 56.107648, 14.284489 | 10116000350001 | Ladda upp en bild av detta fornminne |
| Österslöv 36:1                  | Hällristning                |              | Österslöv, Skåne    |       | 56.110181, 14.284879 | 10116000360001 | Ladda upp en bild av detta fornminne |
| Österslöv 36:2                  | Hällristning                |              | Österslöv, Skåne    |       | 56.109973, 14.284802 | 10116000360002 | Ladda upp en bild av detta fornminne |
| Österslöv 36:3                  | Hällristning                |              | Österslöv, Skåne    |       | 56.109985, 14.284570 | 10116000360003 | Ladda upp en bild av detta fornminne |
| Österslöv 36:4                  | Hällristning                |              | Österslöv, Skåne    |       | 56.109645, 14.284186 | 10116000360004 | Ladda upp en bild av detta fornminne |
| Österslöv 36:5                  | Hällristning                |              | Österslöv, Skåne    |       | 56.109275, 14.284390 | 10116000360005 | Ladda upp en bild av detta fornminne |
| Österslöv 36:6                  | Hällristning                |              | Österslöv, Skåne    |       | 56.109067, 14.284449 | 10116000360006 | Ladda upp en bild av detta fornminne |
| Österslöv 36:7                  | Hällristning                |              | Österslöv, Skåne    |       | 56.109110, 14.284771 | 10116000360007 | Ladda upp en bild av detta fornminne |
| Österslöv 40:1                  | Hällristning                |              | Österslöv, Skåne    |       | 56.125252, 14.269702 | 10116000400001 | Ladda upp en bild av detta fornminne |
| Österslöv 41:1                  | Hällristning                |              | Österslöv, Skåne    |       | 56.112091, 14.283421 | 10116000410001 | Ladda upp en bild av detta fornminne |
| Österslöv 41:2                  | Hällristning                |              | Österslöv, Skåne    |       | 56.112236, 14.283424 | 10116000410002 | Ladda upp en bild av detta fornminne |
| Österslöv 42:1                  | Hällristning                |              | Österslöv, Skåne    |       | 56.110740, 14.284495 | 10116000420001 | Ladda upp en bild av detta fornminne |
| Österslöv 42:2                  | Hällristning                |              | Österslöv, Skåne    |       | 56.110611, 14.284410 | 10116000420002 | Ladda upp en bild av detta fornminne |
| Österslöv 43:1                  | Hällristning                |              | Österslöv, Skåne    |       | 56.108471, 14.285451 | 10116000430001 | Ladda upp en bild av detta fornminne |
| Österslöv 43:2                  | Hällristning                |              | Österslöv, Skåne    |       | 56.108375, 14.285451 | 10116000430002 | Ladda upp en bild av detta fornminne |
| Österslöv 43:3                  | Hällristning                |              | Österslöv, Skåne    |       | 56.108151, 14.285462 | 10116000430003 | Ladda upp en bild av detta fornminne |
| Österslöv 44:1                  | Hällristning                |              | Österslöv, Skåne    |       | 56.107029, 14.285277 | 10116000440001 | Ladda upp en bild av detta fornminne |
| Österslöv 53:1                  | Stensättning                |              | Österslöv, Skåne    |       | 56.107379, 14.267441 | 10116000530001 | Ladda upp en bild av detta fornminne |
| Österslöv 55:1                  | Stensättning                |              | Österslöv, Skåne    |       | 56.104188, 14.282810 | 10116000550001 | Ladda upp en bild av detta fornminne |
| Österslöv 56:1                  | Hög                         |              | Österslöv, Skåne    |       | 56.118523, 14.267734 | 10116000560001 | Ladda upp en bild av detta fornminne |
| Österslöv 56:2                  | Hög                         |              | Österslöv, Skåne    |       | 56.118935, 14.268002 | 10116000560002 | Ladda upp en bild av detta fornminne |
| Österslöv 57:1                  | Stenkammargrav              |              | Österslöv, Skåne    |       | 56.116836, 14.258644 | 10116000570001 | Ladda upp en bild av detta fornminne |
| Trollstenen (Österslöv 58:1)    | Röse                        |              | Österslöv, Skåne    |       | 56.119794, 14.254908 | 10116000580001 | Ladda upp en bild av detta fornminne |
| Trollstenen (Österslöv 58:2)    | Röse                        |              | Österslöv, Skåne    |       | 56.119816, 14.255251 | 10116000580002 | Ladda upp en bild av detta fornminne |
| Trollstenen (Österslöv 58:3)    | Röse                        |              | Österslöv, Skåne    |       | 56.119833, 14.255771 | 10116000580003 | Ladda upp en bild av detta fornminne |
| Trollstenen (Österslöv 58:4)    | Hällristning                |              | Österslöv, Skåne    |       | 56.119549, 14.255128 | 10116000580004 | Ladda upp en bild av detta fornminne |
| Österslöv 59:1                  | Röse                        |              | Österslöv, Skåne    |       | 56.118952, 14.256524 | 10116000590001 | Ladda upp en bild av detta fornminne |
| Österslöv 60:1                  | Hällristning                |              | Österslöv, Skåne    |       | 56.118245, 14.259329 | 10116000600001 | Ladda upp en bild av detta fornminne |
| Österslöv 61:1                  | Röse                        |              | Österslöv, Skåne    |       | 56.112458, 14.256514 | 10116000610001 | Ladda upp en bild av detta fornminne |
| Österslöv 62:1                  | Röse                        |              | Österslöv, Skåne    |       | 56.110736, 14.254893 | 10116000620001 | Ladda upp en bild av detta fornminne |
| Pittingsbacken (Österslöv 63:1) | Stenkammargrav              |              | Österslöv, Skåne    |       | 56.107512, 14.251525 | 10116000630001 | Ladda upp en bild av detta fornminne |
| Österslöv 64:1                  | Hög                         |              | Österslöv, Skåne    |       | 56.113283, 14.263128 | 10116000640001 | Ladda upp en bild av detta fornminne |
| Österslöv 65:1                  | Hög                         |              | Österslöv, Skåne    |       | 56.092377, 14.283954 | 10116000650001 | Ladda upp en bild av detta fornminne |
| Österslöv 65:2                  | Stensättning                |              | Österslöv, Skåne    |       | 56.092519, 14.284303 | 10116000650002 | Ladda upp en bild av detta fornminne |
| Österslöv 65:3                  | Stensättning                |              | Österslöv, Skåne    |       | 56.092209, 14.284370 | 10116000650003 | Ladda upp en bild av detta fornminne |
| Österslöv 65:4                  | Stensättning                |              | Österslöv, Skåne    |       | 56.092575, 14.284556 | 10116000650004 | Ladda upp en bild av detta fornminne |
| Österslöv 66:1                  | Hög                         |              | Österslöv, Skåne    |       | 56.098931, 14.283167 | 10116000660001 | Ladda upp en bild av detta fornminne |
| Österslöv 67:2                  | Hällristning                |              | Österslöv, Skåne    |       | 56.103790, 14.285217 | 10116000670002 | Ladda upp en bild av detta fornminne |
| Österslöv 68:1                  | Hög                         |              | Österslöv, Skåne    |       | 56.119139, 14.283624 | 10116000680001 | Ladda upp en bild av detta fornminne |
| Österslöv 70:1                  | Hällristning                |              | Österslöv, Skåne    |       | 56.103898, 14.283898 | 10116000700001 | Ladda upp en bild av detta fornminne |
| Österslöv 74:1                  | Hällristning                |              | Österslöv, Skåne    |       | 56.111013, 14.252964 | 10116000740001 | Ladda upp en bild av detta fornminne |
| Österslöv 75:1                  | Hällristning                |              | Österslöv, Skåne    |       | 56.111611, 14.253614 | 10116000750001 | Ladda upp en bild av detta fornminne |
| Österslöv 76:1                  | Hällristning                |              | Österslöv, Skåne    |       | 56.108272, 14.249421 | 10116000760001 | Ladda upp en bild av detta fornminne |
| Österslöv 77:1                  | Hällristning                |              | Österslöv, Skåne    |       | 56.108192, 14.250255 | 10116000770001 | Ladda upp en bild av detta fornminne |
| Österslöv 77:2                  | Hällristning                |              | Österslöv, Skåne    |       | 56.108304, 14.250477 | 10116000770002 | Ladda upp en bild av detta fornminne |
| Österslöv 95:1                  | Hällristning                |              | Österslöv, Skåne    |       | 56.126530, 14.275044 | 10116000950001 | Ladda upp en bild av detta fornminne |
| Österslöv 95:2                  | Hällristning                |              | Österslöv, Skåne    |       | 56.126288, 14.275426 | 10116000950002 | Ladda upp en bild av detta fornminne |
| Österslöv 111:1                 | Hällristning                |              | Österslöv, Skåne    |       | 56.118201, 14.254638 | 10116001110001 | Ladda upp en bild av detta fornminne |
| Österslöv 112:1                 | Hällristning                |              | Österslöv, Skåne    |       | 56.118187, 14.251170 | 10116001120001 | Ladda upp en bild av detta fornminne |
| Österslöv 113:1                 | Stensättning                |              | Österslöv, Skåne    |       | 56.129641, 14.286050 | 10116001130001 | Ladda upp en bild av detta fornminne |
| Österslöv 114:1                 | Röse                        |              | Österslöv, Skåne    |       | 56.134094, 14.286834 | 10116001140001 | Ladda upp en bild av detta fornminne |
| Österslöv 114:2                 | Stensättning                |              | Österslöv, Skåne    |       | 56.133916, 14.287091 | 10116001140002 | Ladda upp en bild av detta fornminne |
| Österslöv 114:3                 | Stensättning                |              | Österslöv, Skåne    |       | 56.133889, 14.286638 | 10116001140003 | Ladda upp en bild av detta fornminne |
| Österslöv 114:4                 | Stensättning                |              | Österslöv, Skåne    |       | 56.133780, 14.286310 | 10116001140004 | Ladda upp en bild av detta fornminne |
| Österslöv 115:1                 | Röse                        |              | Österslöv, Skåne    |       | 56.136845, 14.288455 | 10116001150001 | Ladda upp en bild av detta fornminne |
| Österslöv 116:1                 | Stensättning                |              | Österslöv, Skåne    |       | 56.138993, 14.287358 | 10116001160001 | Ladda upp en bild av detta fornminne |
| Österslöv 118:1                 | Röse                        |              | Österslöv, Skåne    |       | 56.078581, 14.232340 | 10116001180001 | Ladda upp en bild av detta fornminne |
| Österslöv 118:2                 | Röse                        |              | Österslöv, Skåne    |       | 56.078814, 14.232482 | 10116001180002 | Ladda upp en bild av detta fornminne |
| Österslöv 120:1                 | Stensättning                |              | Österslöv, Skåne    |       | 56.120600, 14.259363 | 10116001200001 | Ladda upp en bild av detta fornminne |
| Österslöv 122:1                 | Stenkammargrav              |              | Österslöv, Skåne    |       | 56.142555, 14.283653 | 10116001220001 | Ladda upp en bild av detta fornminne |
| Österslöv 122:2                 | Stensättning                |              | Österslöv, Skåne    |       | 56.142441, 14.283722 | 10116001220002 | Ladda upp en bild av detta fornminne |
| Österslöv 123:1                 | Stensättning                |              | Österslöv, Skåne    |       | 56.141893, 14.284902 | 10116001230001 | Ladda upp en bild av detta fornminne |
| Österslöv 125:1                 | Hög                         |              | Österslöv, Skåne    |       | 56.087518, 14.284116 | 10116001250001 | Ladda upp en bild av detta fornminne |
| Österslöv 141:1                 | Hög                         |              | Österslöv, Skåne    |       | 56.100446, 14.283333 | 10116001410001 | Ladda upp en bild av detta fornminne |